# La Dame en rouge
Pour plus de détails, voir Fiche technique et Distribution.
La Dame en rouge (titre original : The Woman in Red) est un film américain réalisé par Robert Florey, sorti en 1935.

## Synopsis
Shelby Barret est une écuyère professionnelle de modeste condition salariée par Nicko, une héritière fortunée qui est amoureuse de Johnny Wyatt, un joueur de polo qui, sur le champ de course, qui s'éprend rapidement de la jeune cavalière couverte de prix. Eugene Fairchild, un riche homme d'affaires et principal concurrent de Shelby, est également fou amoureux de Shelby. Jalouse de sa protégée, Nicko renvoie Shelby de son écurie. Cette dernière épouse Johnny et part pour Wyattsville. Mais leur idylle ne fait pas long feu. Quand l'argent vient à manquer, Shelby fait appel à Eugene sans en parler à son époux... Jusqu'au jour où Eugene l'invite sur son yacht pour lui présenter un riche associé. Sans le dire à Johnny, elle accepte sa proposition. Mais le rendez-vous dérape : la compagne ivre de son client, Olga, se noie accidentellement et Eugene est accusé de l'avoir tué. La seule qui puisse le protéger et rétablir la vérité sur l'accident est Shelby. Mais cette dernière a peur d'un probable scandale car elle a fréquenté un autre homme que son mari. L'affaire éclate et les officiers du yacht racontent qu'ils ont vu une femme en rouge en compagnie d'Eugene, qui n'est d'autre que Shelby. Malgré les risques de briser son mariage, Shelby affirme qu'elle est cette femme en question, défend Eugene lors de son procès et il est acquitté. Alors qu'il lui propose de l'épouser, Shelby renonce et reste avec son époux Johnny qui lui pardonne.

## Fiche technique
- Titre français : La Dame en rouge
- Titre original : The Woman in Red
- Réalisation : Robert Florey
- Scénario : Mary C. McCall Jr. et Peter Milne d'après le roman North Shore de Wallace Irwin
- Dialogues : Stanley Logan
- Société de production et de distribution : Warner Bros. Pictures
- Musique : Bernhard Kaun (non crédité)
- Photographie : Sol Polito
- Montage : Terry O. Morse
- Direction artistique : Esdras Hartley (en)
- Costumes : Orry-Kelly
- Pays d'origine : États-Unis
- Format : Noir et blanc - 35 mm - 1,37:1 - Son : Mono
- Genre : Drame
- Durée : 68 minutes
- Dates de sortie :
  - États-Unis : 16 février 1935
  - France : 6 septembre 1935

## Distribution
- Barbara Stanwyck : Shelby Barret Wyatt
- Gene Raymond : John « Johnny » Wyatt
- Genevieve Tobin : Mme « Nicko » Nicholas
- John Eldredge : Eugene « Gene » Fairchild
- Phillip Reed : Dan McCall
- Dorothy Tree : Mme Olga Goodyear
- Russell Hicks : Clayton, avocat de la défense
- Nella Walker : Tante Bettina
- Claude Gillingwater : Grandpa Wyatt
- Doris Lloyd : Mme Casserly
- Hale Hamilton : Wyatt Furness
- Edward Van Sloan : Foxall, avocat de l'accusation
- Arthur Treacher (non crédité) : Le major Albert Casserly